# Шеель, Феликс
Феликс Мегор Шеель (дат. Felix Maegaard Scheel; род. 1 сентября 1992, Вирум, Копенгаген) — датский хоккеист, нападающий.

## Карьера
Воспитанник шведского клуба «Рёгле», в котором он начинал карьеру. После нескольких лет выступлений в низших лигах страны, Шеель вернулся на свою родину. Там он выступал за ведущие коллективы — «Эсбьерг Энерджи» и «Ольборг Пайрэтс». В 2022 году перешел в команду Швейцарской национальной лиги «Фисп».

### В сборной
Несколько сезонов подряд Феликс Шеель вызывался в юниорские, молодежную и взрослую сборную Дании на различные международные турниры и товарищеские встречи. В 2022 году перед своим тридцатилетием хоккеист дебютировал за национальную команду страны на Чемпионате мира. На своем первом турнире в Финляндии нападающий принял участие в шести матчах, в которых отметился одной заброшенной шайбой в стартовом поединке в ворота сборной Казахстана (9:1).